# Никита Стифат
Ники́та Стифа́т или Пектора́т (греч. Νικήτας Στηθάτος; лат. Nicetas Pectoratus; ок. 1005 — ок. 1090) — пресвитер Студийского монастыря, богослов, полемист и писатель. Был приверженцем исихазма.

## Биография
Никита Стифат родился около 1005 года, в возрасте 14 лет поступил в Студийский монастырь.. Был учеником Симеона Богослова, усвоив у него приверженность исихазму, и после смерти учителя написал его житие. Своё прозвище «Стифат» («отважный») Никита получил за обличение Константина Мономаха за его связь с Марией Склиреной.
В 1054 году по поручению патриарха Михаила Керулария в рамках усиливающейся полемики между восточной и западной церквями, которая вскоре после этого привела к расколу, Никита принял участие в споре об опресноках и написал ряд сочинений против латинских обычаев: поста в субботу, целибата и особенно опресноков. Сочинения эти получили известность не только среди греков, но и на Западе. Кардинал Гумберт написал против них опровержение, и, отправившись вскоре в составе латинской делегации в Константинополь, захватил его с собой. Когда Гумберт в рамках поездки в Византию посетил Студийский монастырь, между ним и Никитой был устроен коллоквиум, по итогам которого последний признал себя проигравшим и отказался от своего трактата, который был сожжен на монастырском дворе.
В конце жизни Никита стал настоятелем Студийского монастыря.
 На Руси его сочинения известны с XIII века, два из них вошли в Кормчую Саввы Сербского.

## Сочинения
- «Жизнь и подвижничество иже во святых отца нашего Симеона Нового Богослова»
- «Трактат о рае»
- «Никиты, монаха и пресвитера Студийского монастыря, рассуждение против франков, то есть латинян.»
- «Письма»
- «Исповедание веры»
- «Деятельных глав сотница первая; Вторая сотница естественных психологических глав об очищении ума; Третья умозрительных глав сотница, — о любви и совершенстве жизни», часть сборника «Добротолюбие».
- «О душе»
- «Об иерархии»
- «Пять обличительных слов против армян»